# Parlamento Regional del Sarre
El Parlamento Regional del Sarre  (en alemán: Landtag des Saarlandes) es el parlamento estatal (Landtag) del estado federado alemán de Sarre, antes Protectorado del Sarre. Se reúne en Saarbrücken y en la actualidad se compone de 51 miembros de tres partidos. La actual presidenta del parlamento es Heike Becker.

## Composición actual

### Resultado electoral
| Elecciones estatales del Sarre de 2022 |                           |                 |         |        |           |           |
| Candidaturas                           | Candidaturas              | Candidato       | Votos   | Votos  | Diputados | Diputados |
|                                        | Partido Socialdemócrata   | Anke Rehlinger  | 196 801 | 43,5 % | 29        | 12        |
|                                        | Unión Demócrata Cristiana | Tobias Hans     | 129 154 | 28,5 % | 19        | 5         |
|                                        | Alternativa para Alemania | -               | 25 719  | 5,7 %  | 3         | -         |
|                                        | Alianza 90/Los Verdes     | Lisa Becker     | 22 598  | 4,9 %  | 0         | -         |
|                                        | La Izquierda              | Barbara Spaniol | 11 689  | 2,6 %  | 0         | 7         |
| Fuente: Parlamento del Sarre           |                           |                 |         |        |           |           |

Las elecciones se llevaron a cabo utilizando un sistema de representación proporcional, con un umbral del 5% de los votos para recibir escaños.

### Órganos del Parlamento en la XVII legislatura

#### Mesa
| Cargo                        | Titular          | Lista |
| ---------------------------- | ---------------- | ----- |
| Presidenta                   | Heike Winzent    | SPD   |
| Vicepresidenta primera       | Dagmar Heib      | CDU   |
| Vicepresidenta segunda       | Christina Baltes | SPD   |
| Fuente: Parlamento del Sarre |                  |       |

#### Grupos
| Grupo parlamentario          | Grupo parlamentario                      | Integrantes               | Líder           | Portavoz         | Escaños |
| ---------------------------- | ---------------------------------------- | ------------------------- | --------------- | ---------------- | ------- |
|                              | Sozialdemokratische Partei Saarland      | Partido Socialdemócrata   | Anke Rehlinger  | Pascal Arweiler  | 29      |
|                              | Christlich Demokratischen Union Saarland | Unión Demócrata Cristiana | Stephan Toscani | Uwe Conradt      | 19      |
|                              | Alternative für Deutschland              | Alternativa para Alemania | Carsten Becker  | Rüdiger Klesmann | 3       |
| Fuente: Parlamento del Sarre |                                          |                           |                 |                  |         |

### Histórico de resultados y distribución de escaños
|  | 90,2 % |

| 2  | 17  | 3   | 28  |
| KP | SPS | DPS | CVP |

|  | 93,1 % |

| 4  | 17  | 29  |
| KP | SPS | CVP |

|  | 90,3 % |

| 2  | 7   | 2   | 13  | 12  | 14  |
| KP | SPD | SPS | DPS | CVP | CDU |

|  | 79,1 % |

| 2   | 16  | 7   | 6   | 19  |
| DDU | SPD | DPS | SVP | CDU |

|  | 81,8 % |

| 21  | 4   | 2   | 23  |
| SPD | FDP | SVP | CDU |

|  | 83,1 % |

| 23  | 27  |
| SPD | CDU |

|  | 88,8 % |

| 22  | 3   | 25  |
| SPD | FDP | CDU |

|  | 85,0 % |

| 24  | 4   | 23  |
| SPD | FDP | CDU |

|  | 85,0 % |

| 26  | 5   | 20  |
| SPD | FDP | CDU |

|  | 83,2 % |

| 30  | 3   | 18  |
| SPD | FDP | CDU |

|  | 83,5 % |

| 27  | 3     | 21  |
| SPD | Grüne | CDU |

|  | 68,7 % |

| 25  | 26  |
| SPD | CDU |

|  | 55,5 % |

| 18  | 3     | 3   | 27  |
| SPD | Grüne | FDP | CDU |

|  | 67,6 % |

| 11    | 13  | 3     | 5   | 19  |
| Linke | SPD | Grüne | FDP | CDU |

|  | 61,6 % |

| 9     | 4       | 17  | 2     | 19  |
| Linke | Piraten | SPD | Grüne | CDU |

|  | 69,7 % |

| 7     | 17  | 24  | 3   |
| Linke | SPD | CDU | AfD |

|  | 61,4 % |

| 29  | 19  | 3   |
| SPD | CDU | AfD |